# Pegasus (oprogramowanie szpiegujące)
Pegasus – oprogramowanie szpiegujące przeznaczone do instalacji na systemach iOS i Android opracowane i dystrybuowane przez izraelską firmę NSO Group.

## Metoda działania
Zainfekowanie telefonu komórkowego może odbyć się za pośrednictwem jednej z trzech metod. Najczęściej zainfekowanie urządzenia zachodzi poprzez wejście w link przesłany za pośrednictwem poczty elektronicznej. Otwarcie linku rozpoczyna komunikację urządzenia z serwerem, który infekuje urządzenie. Drugi sposób, bazujący na wykorzystaniu komunikatora internetowego, nie wymaga interakcji z linkiem. Wystarcza samo jego wyświetlenie. Trzeci sposób zainfekowania telefonu wykorzystuje połączenie telefoniczne, którego odebranie nie jest konieczne do instalacji Pegasusa (wystarcza samo przesłanie sygnału). W przypadku iOS Pegasus wykorzystywał proces jailbreakingu, jednak jak zapewnia Apple, od aktualizacji 9.3.5 iOS wykorzystywana luka w zabezpieczeniach została załatana. Po zainfekowaniu urządzenia Pegasus otrzymuje dostęp do wszystkich jego funkcji. Począwszy od lokalizacji, rejestru połączeń, zapisanych haseł, rejestrowania dźwięku (de facto umożliwiając podsłuchiwanie) kończąc na danych przesyłanych za pomocą innych aplikacji (np. Messenger).

## Pierwsze wykrycia Pegasusa
Oprogramowanie po raz pierwszy zostało wykryte w 2016 r. Ahmed Mansur – aktywista działający na rzecz ochrony praw człowieka w Zjednoczonych Emiratach Arabskich – otrzymał wiadomość SMS z linkiem, który miał zawierać informacje o przetrzymywaniu i torturach w więzieniach w ZEA. Przed otwarciem linku Mansur poprosił o jego sprawdzenie organizację Citizen Lab. Śledztwo rozpoczęte przez Citizen Lab we współpracy z Lookout – prywatną firmą zajmującą się cyberbezpieczeństwem, ujawniło, że otwarcie linku spowodowałoby zainfekowanie telefonu Mansura oprogramowaniem szpiegującym oraz wskazało jako producenta izraelską firmę NSO Group.
Innym skandalem zawierającym wątek Pegasusa było zabójstwo Dżamala Chaszukdżiego – saudyjskiego dziennikarza publikującego m.in. na łamach „The Washington Post”. Edward Snowden wykazał, że Chaszukdżi przez kilka miesięcy przed zamordowaniem był śledzony przy wykorzystaniu Pegasusa. Następne doniesienia informowały o wykorzystywaniu oprogramowania do inwigilacji indyjskich działaczy społecznych i prawników oraz jako narzędzie w rękach meksykańskich karteli narkotykowych. W 2018 r. Citizen Lab opublikowało raport z własnego śledztwa wykazujący obecność Pegasusa w 45 państwach. W lipcu 2021 r. padło podejrzenie, że prezydent Francji Emmanuel Macron, był podsłuchiwany przez marokańskie służby poprzez wykorzystanie oprogramowania Pegasus. Oprócz prezydenta na liście potencjalnych celów znalazł się były premier Édouard Philippe, 14 ministrów oraz ponad 50 tys. innych numerów telefonów z całego świata potencjalnie narażonych na inwigilację za pośrednictwem Pegasusa. Emmanuel Macron zapowiedział zwołanie specjalnego posiedzenia francuskiej Rady Bezpieczeństwa Narodowego w sprawie Pegasusa. Z 50 tys. narażonych numerów telefonów około tysiąc zostało powiązanych z dziennikarzami mediów takich jak „The Wall Street Journal”, „El País” i CNN. Przewodnicząca Komisji Europejskiej Ursula von der Leyen podkreśliła, że inwigilacja dziennikarzy jest niedopuszczalna i wbrew wszelkim zasadom i wartościom Unii Europejskiej.